# Les Enfants du pétrole
Pour plus de détails, voir Fiche technique et Distribution.
Les Enfants du pétrole (en persan : بچه های نفت, Bachehā-ye naft) est un film iranien d'Ebrahim Forouzesh réalisé en 2001 d'après une œuvre d'Ali Salehi.
Ce film montre les conditions de vie dans une région de l'Iran et met l'accent sur les rapports entre une mère et son fils.

## Synopsis
Au début des années 1960 dans le sud de l'Iran, où sont situés les principaux puits de pétrole du pays, une famille, dont le père est parti travailler au Koweït, tente de survivre. Ismaël, le fils, aide sa mère à subvenir à leurs besoins. Jusqu'où est-il prêt à aller pour secourir ses proches ?

## Fiche technique
- Titre : Les Enfants du pétrole
- Réalisation et scénario : Ebrahim Forouzesh
- Photographie : Bezad Ali-Abadian
- Montage : Bahram Dehghani
- Pays d'origine : Iran
- Format : 35mm
- Genre : Drame
- Durée : 90 minutes
- Date de sortie : 2003

## Distribution
- Milad Rezai
- Azar Khosravi
- Nasrin Bustani
- Hamid Bakhtiari
- Parinaz Khosh
- Milad Shadi